# Selaginella revoluta
Selaginella revoluta är en mosslummerväxtart som beskrevs av Bak.. Selaginella revoluta ingår i släktet mosslumrar, och familjen mosslummerväxter. Inga underarter finns listade i Catalogue of Life.